# Bečanj
Bečanj (en serbe cyrillique : Бечањ) est un village de Serbie situé sur le territoire de la Ville de Čačak, district de Moravica. Au recensement de 2011, il comptait 882 habitants.

## Démographie

### Évolution historique de la population
| 1948  | 1953  | 1961  | 1971  | 1981  | 1991  | 2002  | 2011 |
| ----- | ----- | ----- | ----- | ----- | ----- | ----- | ---- |
| 1 655 | 1 631 | 1 591 | 1 404 | 1 237 | 1 155 | 1 044 | 882  |

|  |